# Petrofértil
A Petrofértil era uma subsidiária da Petrobrás que atuava como holding no setor de fertilizantes.

## Histórico

### Antecedentes
A crise do petróleo na década de 1970 provocou desabastecimento de fertilizantes em um período no qual a agricultura nacional tinha crescente demanda pelo seu consumo. O país tinha grande dependência de importar matérias primas básicas e intermediárias para produção de fertilizantes.
Por meio do II Plano Nacional de Desenvolvimento (II PND), que englobou o I Plano Nacional de Fertilizantes, o governo procurou reduzir a dependência externa. 
Em 1974, foi lançado o PNFCA - Plano Nacional para Difusão dos Fertilizantes e Calcários Agrícolas, que buscava diminuir o déficit na balança comercial provocado pela importação de fertilizantes e estimular a autossuficiência nacional na produção, em especial após terem sido descobertas as jazidas de rocha fosfática de Goiás e Minas Gerais e de forma a viabilizar o abastecimento interno de matérias-primas novas. O PNFCA buscava desenvolver e proteger a indústria nacional de fertilizantes com a implantação de políticas tarifárias diferenciadas, assim era feito com os demais segmentos industriais. O PNFCA foi responsável por aumentar a participação do Estado nas unidades de fabricação de matérias-primas básicas, principalmente onde havia alta necessidade de investimentos.
Os principais projetos apoiados foram: unidade de mineração e concentração de rocha fosfática da Fosfertil (ex-Valep), iniciada em 1976, em Tapira (MG); um complexo industrial da Fosfertil (ex-Valefertil), localizado em Uberaba (MG), que foi iniciado em 1976; unidade de mineração e concentração de rocha fosfática da Goiasfertil, iniciada em 1978, em Catalão (GO); unidades de produção de ácido sulfúrico e ácido fosfórico da ICC, em Imbituba (SC), iniciando a operação em 1980; e unidades de produção de fertilizantes básicos, como Trevo (1975); Profertil (1975); Beker (1976); Manah (1976 e 1979); IAP (1977); Solorrico (1977) e Sotave (1980).

### Criação e expansão
Em 23 de março de 1976, foi criada a Petrobras Fertilizantes S/A – Petrofertil, com a função de complementar e estimular a iniciativa privada, isoladamente ou em associação, na produção de fertilizantes.
Em março de 1977, a Petrofertil assumiu o controle acionário da Ultrafértil, da Nitrofértil e da FAFER (Fábrica de Fertilizantes de Cubatão).
Em 1977, foi criada a Fosfertil, com o intuito de promover a operação na mina do município de Patos de Minas (Minas Gerais), que era gerenciada pela Companhia de Pesquisa de Recursos Minerais (CPRM). Em 1979, a empresa recebeu da Companhia Vale do Rio Doce a Valefértil (complexo químico construído para a produção de fertilizantes solúveis), pois a empresa estava desativando seu setor de fertilizantes. Em 1980, a Fosfertil recebeu a Valep (mineradora responsável pela rocha fosfática e o mineroduto). 
Em março de 1978, a Petrofertil foi designada para terminar e administrar os complexos industriais e minero-industriais deː Fosfértil (Patos de Minas-MG), Valep (Tapira-MG), Valefértil (Complexo Industrial de Uberaba-MG), ICC - Indústria Carboquímica Catarinense, Goiasfértil (Catalão-GO).
Em outubro de 1979, a Petrobras passou a participar de forma minoritária (33,33%) do capital social da Arafértil.
Em janeiro de 1983, é constituído o Grupo Petrofertil, de acordo com o artigo 265 da Lei das Sociedades Anônimas, com a Petrofértil figurando como a Sociedade de Comando.
Em setembro de 1985, a Petrobras passou a participar minoritariamente (35%) no Indag, após composição societária de créditos.
Com o II Plano Nacional de Fertilizantes, no período 1987-1995, foram executados os seguintes projetos: ampliação, a partir de 1989, da capacidade de produção de rocha fosfática da Arafertil, em Araxá (MG); instalação de uma unidade de SSP da Fertibras em Araçatuba (SP), em 1988; expansão da capacidade de produção de rocha fosfática da Fosfertil, em Tapira (MG), a partir de 1988; expansão da capacidade de produção de rocha fosfática da Serrana, em Jacupiranga (SP), a partir de 1988; e instalação de unidade de ácido nítrico da Ultrafertil, em Cubatão (SP), em 1988.

### Privatização
Entre 1992 e 1994, ocorreu a privatização do setor estatal de produção de fertilizantes, ocorrendo cinco leilões de venda de dois tipos distintos: venda de participações minoritárias (Indag e Arafertil) e venda de controle acionário (Fosfertil, Goiasfertil e Ultrafertil). 
| Empresa     | Data do leilão | Valor (em US$ milhões) | Adquirente                                |
| ----------- | -------------- | ---------------------- | ----------------------------------------- |
| Indag       | 23.1.1992      | 6,8                    | IAP (maior acionista, com 35% do capital) |
| Fosfertil   | 12.8.1992      | 182,0                  | Fertifós                                  |
| Goiasfertil | 08.10.1992     | 13,1                   | Fosfertil                                 |
| Ultrafertil | 24.6.1993      | 205,6                  | Fosfertil                                 |
| Arafertil   | 15.4.1994      | 10,8                   | Serrana (Bunge)                           |

A Nitrofértil, que constava inicialmente no decreto do Programa Nacional de Desestatização, foi excluída posteriormente. A empresa foi incorporada à Petrobras em dezembro de 1993, e foi renomeada como Fábrica de Fertilizantes Nitrogenados (Fafen), que tem unidades em Sergipe e na Bahia. A ICC teve a sua liquidação realizada em fevereiro de 1994, em razão de uma avaliação econômico‐financeira que concluiu que a empresa não tinha viabilidade operacional.
A Petrofértil passou por alterações de seus estatutos no ano de 1997, tendo ficado responsável por gerenciar o Gasoduto Brasil-Bolívia, mudando seu nome para Gaspetro.